# 布勒宗
布勒宗（法語：Brezons，法語發音：[bʁəzɔ̃]）是法国康塔尔省的一个市镇，位于该省中南部，属于圣弗卢尔区。

## 地理
布勒宗（44°58'6"N, 2°48'26"E）面积43.2 平方千米，位于法国奥弗涅-罗讷-阿尔卑斯大区康塔爾省，该省份为法国中南部省份，位于法國中央高原中心，北起科雷兹省、上盧瓦爾省和多姆山省，西接洛特省和科雷兹省，南至阿韦龙省和洛特省，东临上盧瓦爾省和洛泽尔省。
与布勒宗接壤的市镇（或旧市镇、城区）包括：阿尔伯皮埃尔-布勒东、塞藏、马尔博、佩耶罗尔、波亚克、皮埃尔福、圣雅克德布拉、圣马丹苏维古鲁。

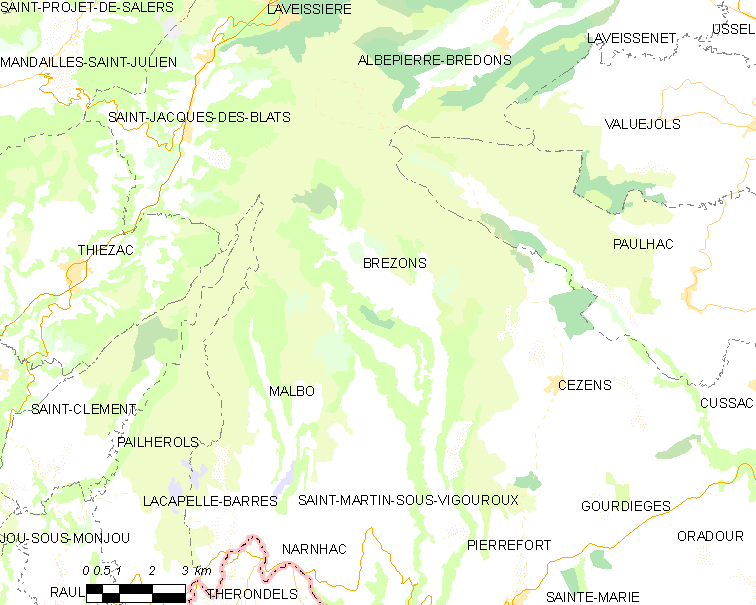
布勒宗的OSM定位图

布勒宗的时区为UTC+01:00、UTC+02:00（夏令时）。

## 行政
布勒宗的邮政编码为15230，INSEE市镇编码为15026。

## 政治
布勒宗所属的省级选区为圣弗卢尔第二县。

## 人口

1962-2008年间布勒宗人口变化图示

布勒宗于2022年1月1日时的人口数量为179人。